# Cacareco

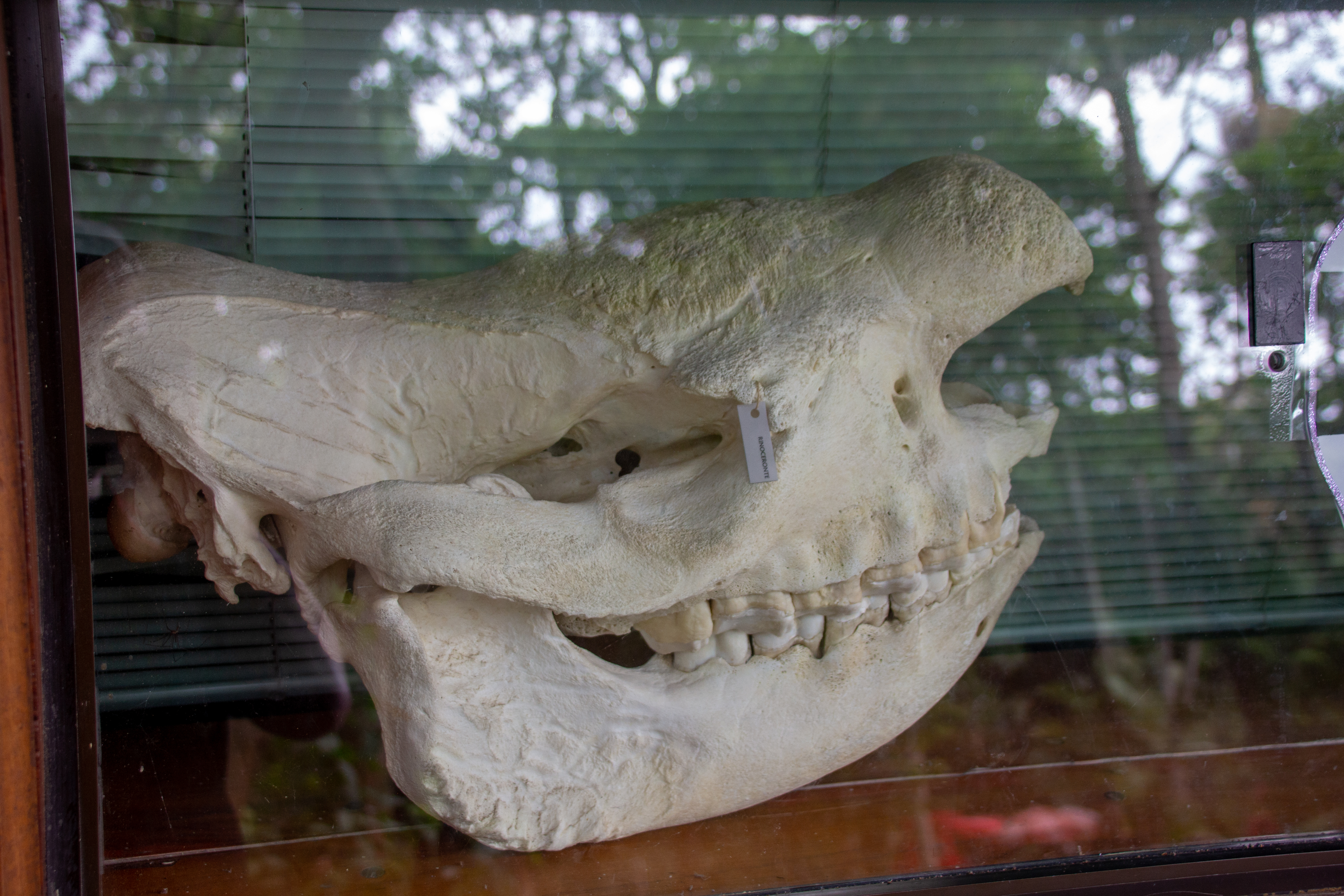
Il teschio di Cacareco al Parco zoologico di San Paolo.

Cacareco (Rio de Janeiro, 14 febbraio 1954 - 27 novembre 1962) è stata un esemplare femmina di rinoceronte nero che fu esposto in vari giardini zoologici brasiliani.
Nel 1959 il rinoceronte fu protagonista di un clamoroso voto di protesta di massa, che costituisce uno dei più famosi episodi coloriti della storia politica del Brasile. Ancora oggi nel paese sudamericano viene utilizzata l'espressione "voto cacareco" per indicare i voti di protesta o nulli degli elettori brasiliani.
La vicenda di Cacareco ispirò anche la fondazione del Partito Rinoceronte del Canada.

## Biografia

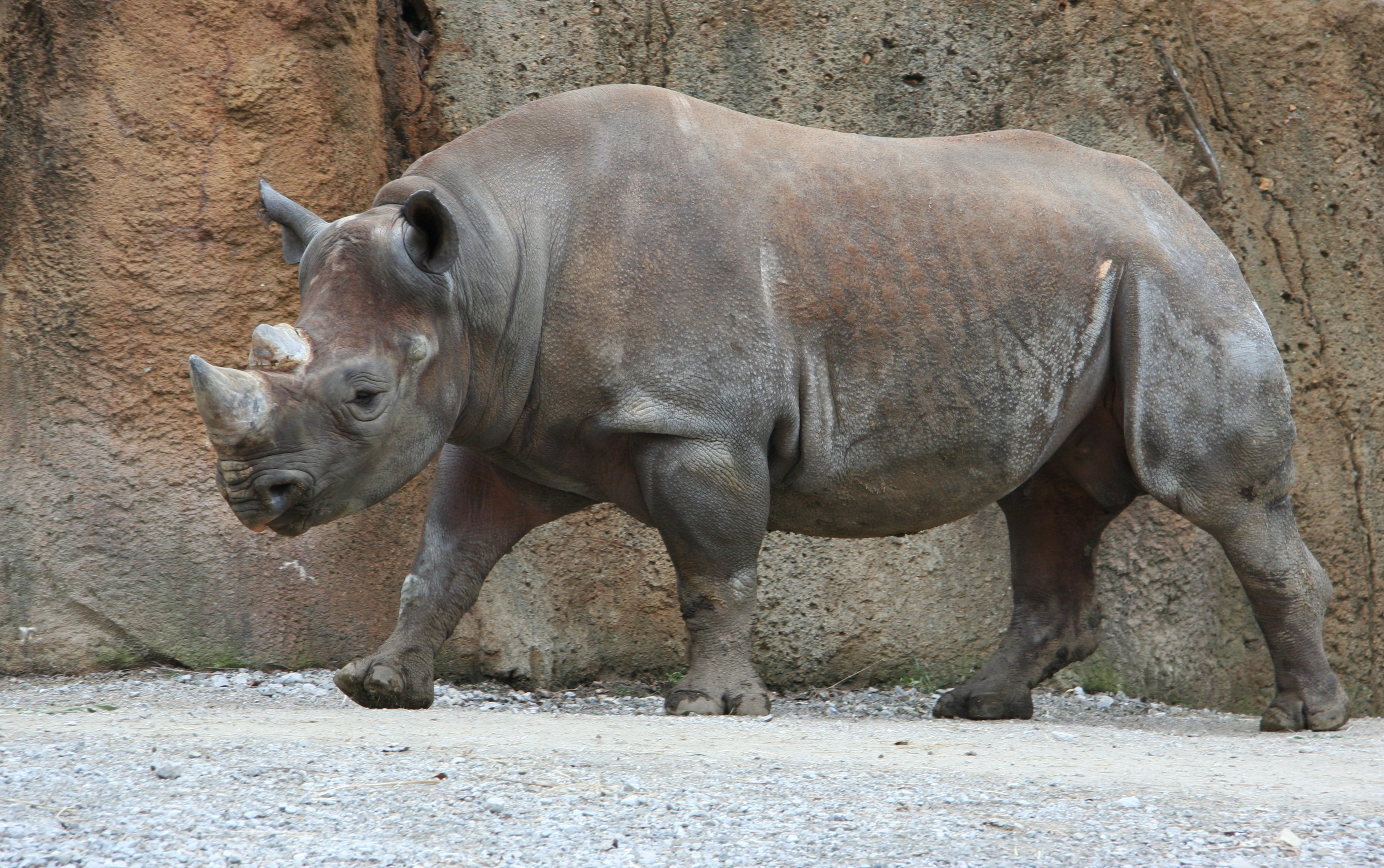
Un esemplare di Rinoceronte nero

Cacareco fu il primo esemplare di rinoceronte nato in Brasile, presso il giardino zoologico di Rio de Janeiro, da una coppia di rinoceronti chiamati Britador e Terezinha.
Cacareco, che pesava 900 kg e, pur essendo un esemplare femmina, portava un nome maschile, venne concessa in prestito allo zoo di Água Funda a San Paolo in occasione dell'inaugurazione avvenuta il 16 marzo 1958, su espressa richiesta di Jânio Quadros, all'epoca Governatore dello Stato di San Paolo.
Fra gli oltre 300 animali presenti nello zoo paulista, Cacareco divenne quello più popolare, tanto che anche una fabbrica di bambole lanciò un pupazzo con il suo nome. Dopo più di un anno di permanenza, lo zoo di Rio de Janeiro iniziò a premere per chiedere la restituzione di Cacareco, fino a quando nel marzo 1959 lo zoo di San Paolo ottenne una proroga di altri tre mesi di permanenza. Ciò nonostante, il desiderio dei cittadini paulisti era che il rinoceronte rimanesse per sempre nella loro città, tanto che la campagna "Cacareco é nosso" ("Cacareco è nostro") conquistò l'opinione pubblica.

### "Carriera politica"
Proprio durante la permanenza del rinoceronte nella città di San Paolo, si stava svolgendo anche la campagna elettorale per il consiglio comunale. A causa del basso livello delle oltre 450 candidature, il giornalista Itaboraí Martins propose allora il nome di Cacareco come candidato.
All'epoca, nelle elezioni brasiliane si utilizzavano solo schede cartacee in cui gli elettori potevano esprimere la preferenza con il nome del proprio candidato preferito; dal 1996 questo non è più possibile in seguito all'introduzione in Brasile delle urne elettorali elettroniche.
Cacareco venne restituito allo zoo di Rio de Janeiro il 1º ottobre 1959, due giorni prima delle elezioni.
Alla fine dello scrutinio delle schede, risultò che il rinoceronte Cacareco aveva ottenuto ben 100.000 preferenze (ovviamente considerati come voti nulli), risultando così almeno teoricamente il candidato più votato, dal momento che il secondo partito più votato si fermò a soli 95.000 voti.

### Ultimi anni
Nel 1962 venne esposta anche allo zoo di Porto Alegre, poco prima di morire nel mese di dicembre per una nefrite acuta all'età di soli 8 anni (mentre di solito un rinoceronte in cattività vive in media 45 anni circa).
Cacareco tuttavia non venne dimenticata dai cittadini di San Paolo: nel 1984 lo scheletro venne riportato nella città paulista e da allora si trova esposto presso il museo di anatomia veterinaria della facoltà di medicina veterinaria e zootecnica dell'Università di San Paolo.

## Partito rinoceronte

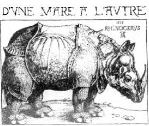
Il logo del Partito Rinoceronte, costituito da una xilografia del 1515 di Albrecht Dürer

In onore di Cacareco, nel 1963 venne fondato in Canada il "Partito Rinoceronte" (in inglese: Rhinoceros Party; in francese: Parti Rhinocéros) rimasto attivo fino al 1993.
Il Partito Rinoceronte si presentò per trenta anni a tutte le elezioni federali canadesi con un programma politico satirico, sintetizzato dalla "promessa di non rispettare alcuna delle nostre promesse" e che includeva surreali e irrealizzabili proposte come, ad esempio, l'abrogazione della legge di gravità, spostare la Gran Bretagna per farla diventare l'undicesima provincia del Canada, mettere in palio alla lotteria nazionale la nomina a senatore, eliminare la disoccupazione abolendo la statistica, spianare le Montagne Rocciose in modo che gli abitanti dell'Alberta potessero ammirare il tramonto sull'Oceano Pacifico, stabilire che l'analfabetismo fosse la terza lingua ufficiale del Canada, dichiarare guerra al Belgio perché il protagonista del cartone animato belga Le avventure di Tintin aveva ucciso un rinoceronte in una puntata. Il capolista ufficiale candidato dal partito alle elezioni nazionali fu Cornelius I, un rinoceronte dello zoo di Granby (Québec).
Il Partito Rinoceronte non riuscì mai a conquistare un seggio nella Camera dei comuni del Canada. Tuttavia, nelle elezioni federali del 1980, la candidata del Partito Rinoceronte nel collegio elettorale di Laurier (quartiere meridionale di Montréal) giunse al secondo posto, davanti ai candidati dei maggiori partiti nazionali. Nelle elezioni federali canadesi del 1984 risultò il quarto partito più votato, davanti a tutti partiti minori storici del Canada.
Nel 1993 il partito venne sciolto a seguito dell'emanazione di nuove regole elettorali, che prevedevano per i movimenti politici l'obbligo di presentare propri candidati in almeno 50 collegi elettorali al costo di 1.000 dollari canadesi cadauno.
Fu rifondato nel 2007.